# GNOME Commander
GNOME Commander je grafický správce souborů (souborový manažer) pro GNOME. Je naprogramován pomocí GTK+ toolkitu a GnomeVFS. GNOME Commander je zaměřen na splnění požadavků mnoha pokročilých uživatelů, kteří se zaměřují na správu souborů.

## Vlastnosti
- GNOME MIME typy
- Podpora FTP
- SAMBA přístup
- Uživatelsky definované menu
- Rychlý přístup k zařízení přes automatické připojení a odpojení zařízení
- Historie posledních zpřístupněných složek
- Oblíbené složky
- Podpora pluginů
- Rychlý náhled souboru pro text a obrázky
- Podpora metadat pro Exif, IPTC a ID3 tagy
- Nástroje pro pokročilé přejmenování souborů, vyhledávání, rychlé hledání souborů v současné složce, symlinking, porovnávání obsahů složek
- Podpora práce v kartách
- Integrace příkazové řádky
- Podpora 40 světových jazyků

## Uživatelské rozhraní

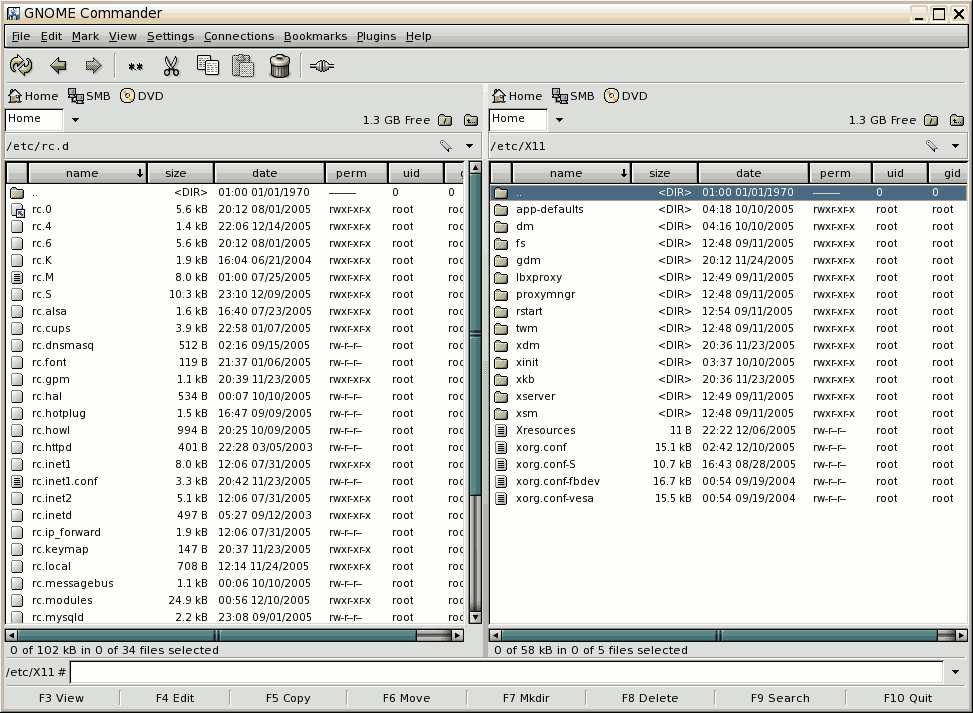
Hlavní okno

Uživatelské rozhraní je založené na správci souborů Norton Commander, tedy myšlence manipulovat se soubory z aktivního okna do neaktivního. K ovládání stačí pouze klávesnice, což činí operace velmi rychlé. Použití myši je volitelné.

## Platformy
GNOME Commander je vyvíjen pro operační systém Linux. 